# Soucelles
Soucelles és un municipi francès situat al departament de Maine i Loira i a la regió de País del Loira. L'any 2007 tenia 2.496 habitants.

## Demografia

### Població
El 2007 la població de fet de Soucelles era de 2.496 persones. Hi havia 872 famílies de les quals 135 eren unipersonals (58 homes vivint sols i 77 dones vivint soles), 278 parelles sense fills, 405 parelles amb fills i 54 famílies monoparentals amb fills.
La població ha evolucionat segons el següent gràfic:
Habitants censats

### Habitatges
El 2007 hi havia 951 habitatges, 878 eren l'habitatge principal de la família, 30 eren segones residències i 43 estaven desocupats. 936 eren cases i 12 eren apartaments. Dels 878 habitatges principals, 738 estaven ocupats pels seus propietaris, 133 estaven llogats i ocupats pels llogaters i 7 estaven cedits a títol gratuït; 1 tenia una cambra, 30 en tenien dues, 103 en tenien tres, 208 en tenien quatre i 536 en tenien cinc o més. 730 habitatges disposaven pel capbaix d'una plaça de pàrquing. A 267 habitatges hi havia un automòbil i a 571 n'hi havia dos o més.

### Piràmide de població
La piràmide de població per edats i sexe el 2009 era:
| Homes | Edats   | Dones |
| ----- | ------- | ----- |
| 0     | 95 o +  | 2     |
| 3     | 90 a 94 | 3     |
| 7     | 85 a 89 | 7     |
| 7     | 80 a 84 | 13    |
| 18    | 75 a 79 | 22    |
| 23    | 70 a 74 | 31    |
| 36    | 65 a 69 | 31    |
| 40    | 60 a 64 | 42    |
| 56    | 55 a 59 | 44    |
| 69    | 50 a 54 | 70    |
| 85    | 45 a 49 | 81    |
| 76    | 40 a 44 | 76    |
| 77    | 35 a 39 | 71    |
| 74    | 30 a 34 | 69    |
| 35    | 25 a 29 | 39    |
| 59    | 20 a 24 | 42    |
| 70    | 15 a 19 | 92    |
| 76    | 10 a 14 | 67    |
| 85    | 5 a 9   | 58    |
| 56    | 0 a 4   | 53    |

## Economia
El 2007 la població en edat de treballar era de 1.578 persones, 1.206 eren actives i 372 eren inactives. De les 1.206 persones actives 1.146 estaven ocupades (600 homes i 546 dones) i 60 estaven aturades (27 homes i 33 dones). De les 372 persones inactives 158 estaven jubilades, 132 estaven estudiant i 82 estaven classificades com a «altres inactius».

### Ingressos
El 2009 a Soucelles hi havia 915 unitats fiscals que integraven 2.678 persones, la mediana anual d'ingressos fiscals per persona era de 18.979 €.

### Activitats econòmiques
Dels 72 establiments que hi havia el 2007, 1 era d'una empresa extractiva, 3 d'empreses alimentàries, 3 d'empreses de fabricació d'altres productes industrials, 18 d'empreses de construcció, 13 d'empreses de comerç i reparació d'automòbils, 4 d'empreses de transport, 4 d'empreses d'hostatgeria i restauració, 2 d'empreses d'informació i comunicació, 6 d'empreses financeres, 4 d'empreses immobiliàries, 4 d'empreses de serveis, 5 d'entitats de l'administració pública i 5 d'empreses classificades com a «altres activitats de serveis».
Dels 23 establiments de servei als particulars que hi havia el 2009, 6 eren guixaires pintors, 4 fusteries, 4 lampisteries, 2 electricistes, 2 empreses de construcció, 1 perruqueria, 2 restaurants, 1 agència immobiliària i 1 tintoreria.
Dels 6 establiments comercials que hi havia el 2009, 2 eren supermercats, 1 una fleca, 2 carnisseries i 1 una floristeria.
L'any 2000 a Soucelles hi havia 28 explotacions agrícoles que ocupaven un total de 420 hectàrees.

## Equipaments sanitaris i escolars
L'únic equipament sanitari que hi havia el 2009 era una farmàcia.
El 2009 hi havia 2 escoles elementals.

## Poblacions més properes
El següent diagrama mostra les poblacions més properes.